# Landlord and tenant law (England und Wales)
Landlord and tenant law bezeichnet im Recht von England und Wales ein Rechtsgebiet, das das Zustandekommen eines Mietvertrages (englisch lease) (auch tenancy) sowie Rechte und Pflichten von Vermieter (englisch landlord) und  Mieter (englisch tenant) regelt. Es entspricht wirtschaftlich (nicht juristisch) etwa dem Wohnraummietrecht in den Staaten des deutschen Rechtskreises.

## Merkmale einerlease
Das englische Recht unterscheidet die Herrschaftsrechte an Land nach Zeitdauer (englisch estates) und nach den jeweiligen Pflichten (englisch tenures). Im heutigen Recht werden nur noch zwei Arten von estates unterschieden: zeitlich beschränkt (englisch leasehold) und zeitlich unbeschränkt (englisch freehold; etwa ‚Freilehen‘). Historisch geht dies auf die mittelalterliche Vorstellung zurück, dass alles Eigentum an englischem Land dem König zusteht. Lords erhielten Land als Lehen im Gegenzug für Dienste und vergaben es selbst wiederum an ihre Leibeigenen (englisch villeins; Zinsbauern). Man unterschied in estates of freehold und estates less than freehold, die zeitlich beschränkt waren. Zu den estates of freehold gehörten:
- Unbeschränktes und vererbliches Grundeigentum (englisch estate in fee simple absolute),
- erbfolgemäßig festgelegtes Grundeigentum (englisch estate in fee tail),
- unvererbliches Grundeigentum oder lebenslanger Nießbrauch (englisch estate for life) und
- jemand hält Grundeigentum, solange ein Dritter lebt (englisch estate pur autre vie).

Weiterhin unterschied man die estates danach, ob ein estate in law (sog. legal estates) oder bloß in equity geltend gemacht werden konnte. Durch das Law of Property Act 1925 (LPA 1925) sollte das System des conveyancing stark vereinfacht werden. Seitdem gibt es nur noch zwei Arten von estates: den estate in fee simple absolute in possession und den term of years absolute, auch als leasehold bezeichnet. An Land kann gleichzeitig ein freehold estate und ein leasehold für einen Dritten bestehen, da s. 205 xix LPA 1925 Besitz (englisch possession) auch dann bestehen lässt, wenn ein Zahlungsbeleg für Einkünfte aus dem Grundstück besteht.

### Feste und begrenzte Dauer
Die Abgrenzung zur freehold besteht in erster Linie darin, dass die leasehold zeitlich bestimmt und begrenzt ist. Obwohl mit der Bezeichnung der Dauer für Jahre (englisch term of years) versehen, wird das Merkmal auch dann erfüllt, wenn es sich lediglich um Tage oder Wochen handelt. Eine leasehold auf begrenzte aber unbestimmte Zeit ist nicht wirksam; so wurde in Lace v Chantler (1944) entschieden, dass eine lease „for the duration of the war“ nicht geschlossen werden kann. Nach s. 205 (1) xxvii LPA 1925 besteht jedoch eine lease auch dann, wenn zugunsten des landlords eine Rückfallklausel im Falle von Vertragsverletzungen, etwa durch Nichtzahlung der rent, vereinbart ist. Möglich ist auch eine periodic tenancy, die sich von selbst in regelmäßigen Zeitabschnitten verlängert, solange sie nicht beendet wird.

### Ausschließlicher Besitz(exclusive possession)
Konstitutiv für das Bestehen einer lease ist ferner ein (zwar zeitlich begrenztes), aber inhaltlich umfassendes Besitz- und Nutzungsrecht (englisch exclusive possession of land); dies gilt auch gegenüber dem landlord, der sich Zutrittsmöglichkeit nur über eine besondere Vereinbarung verschaffen kann.

### Rent
Typischerweise, aber nicht zwingend, ist eine rent zugunsten des landlords vereinbart. Üblich ist eine Geldzahlung, möglich sind aber auch Dienstleistungen. Nach s. 205 (1) xxvii LPA 1925 ist aber eine lease ohne rent möglich.

### Leaseundlicence
Wichtig ist die Abgrenzung der lease gegenüber einer bloßen licence. Klassisch geschah über das Merkmal des ausschließlichen Besitzes (englisch exclusive possession). Das bloße Recht, Erfrischungsgetränke in einem Kino zu verkaufen, führt mangels exclusive possession lediglich zur Annahme einer licence. In neuerer Zeit ist diese relativ klare Abgrenzung durch die Gerichte zunehmend ausgehöhlt worden, und die Grenzen erscheinen heute weit stärker verwischt.